# Faro de Ahorcados
El faro de Ahorcados, o faro des Penjats en ibicenco, es un faro situado en el extremo sur de la isla de Es Penjats, islote junto a la isla de Ibiza, parte de las Islas Baleares (España).

## Historia
Faro construido por la administración pública entre 1854 y 1856. El 11 de febrero de 1881, murieron los dos torreros al intentar ayudar a la tripulación del vapor inglés Flaminian. 